# Tadeusz Hunek
Tadeusz Hunek (ur. 1932, zm. 2013) – prof. dr hab. nauk ekonomicznych. Specjalista ekonomiki rolnictwa i polityki rolnej. Wieloletni pracownik Instytutu Rozwoju Wsi i Rolnictwa PAN, kierownik Zakładu Aktywizacji Społeczno-Gospodarczej Obszarów Wiejskich.

## Wykształcenie
- tytuł magistra - Szkoła Główna Planowania i Statystyki 1956 r.
- stopień doktora - Szkoła Główna Planowania i Statystyki 1965 r.
- stopień doktora habilitowanego - Szkoła Główna Planowania i Statystyki 1974 r.
- tytuł profesora nauk ekonomicznych w 1984 r.
- tytuł profesora zwyczajnego w 1996 r.

## Sprawowane stanowiska i doświadczenie zawodowe

### W kraju
- GUS, SERIA, SGGW, IAAE, UW, UL, SGH, UNDP
- rektor Wyższej Szkoły Menedżerskiej w Legnicy (1997-2001)
- pracownik Zakładu Rejonów Uprzemysłowionych PAN (1965-1971)[2]
- Kierownik Zakładu Polityki Rolnej w Instytucie Rozwoju Wsi i Rolnictwa PAN[2]
- członek Komitetu Ekonomiki Rolnictwa PAN

### Za granicą
- 1976-78 ekspert FAO w Somalii
- 1978-80 ekspert FAO w Libii
- 1970-71 visiting profesor w Wisconsin Medison Berldey Califomia
- 1984 The Chicago University, stała współpraca z: Global Development Network - Bank Światowy
- ekspert FAO
- badania z Uniwersytetem La Sapienza - Rzym
- współpraca z Austro - Francuskim Centrum dla Odbudowy Harmonii Ekonomicznej w Europie
- współpraca z Komisją Polityki Agrarnej – Ukraina
- współpraca z Węgierską Akademią Nauk

## Publikacje
Ponad 300 publikacji książkowych oraz zamieszczanych w prasie krajowej i zagranicznej, m.in.:
- Opcje rozwoju rolnictwa polskiego w kontekście integracji z Unią Europejską - teoria, praktyka, polityka Agrobiznes w krajach Europy Środkowej w aspekcie integracji z Unią Europejską. Wyd. Akademii Ekonomicznej. Wrocław 1998.

- Opcje Polski w kontekście rozwoju nowoczesnego rolnictwa w Europie Rolnictwo i wieś europejska. Uniwersytet Mikołaja Kopernika, Toruń 1998.
- Dylematy polskiego rolnictwa w procesie integracji z Unią Europejską. "Przegląd Samorządowy", Szczecin 1999.

- Strukturalne przesłanki systemowej zgodności rolnictwa polskiego z rolnictwem Unii Europejskiej w kontekście integracji. Roczniki Akademii Rolniczej w Poznaniu. Poznań 1999.
- Dylematy polityki rolnej. Integracja polskiej wsi i rolnictwa z UE (red.), FAPA, Warszawa 2000.
- Rolnicza Polska wobec wyzwań współczesności. Program badawczy GRANT, 2003-06.